# Babino
Babino (cirill betűkkel Бабино) egy falu Montenegróban, a Beranei községben.

## Népesség
- 1948-ban 594 lakosa volt.
- 1953-ban 480 lakosa volt.
- 1961-ben 465 lakosa volt.
- 1971-ben 504 lakosa volt.
- 1981-ben 441 lakosa volt.
- 1991-ben 391 lakosa volt
- 2003-ban 436 lakosa volt, akik közül 334 szerb (76,6%), 80 montenegrói (18,34%), 6 jugoszláv, 1 ismeretlen.